# Hakim Zaripov
Hakim Karimovitsj Zaripov (en uzbeko: Hakim Karimovich Zaripov; 17 de septiembre de 1924, Taskent - 18 de enero de 2023, Taskent) fue un artista de circo uzbeko y soviético, y entrenador de caballos. En 1980 recibió el título de Artista del Pueblo de la URSS. Hasta su muerte, ostentó la distinción de ser el Artista Popular vivo de mayor edad de la URSS. 

## Biografía
Hakim Zaripov nació el 17 de septiembre de 1924 en Taskent, en la familia de Karim Zaripov, un artista de circo. En 1938, bajo la dirección de su padre Karim Zaripov, comenzó sus actividades circenses como equilibrista en el conjunto "Equilibristas de Uzbekistán".Dirigió este conjunto de 1952 a 2006.Con este conjunto realizó viajes de servicio a varias ciudades y países extranjeros, entre ellos Bulgaria, Polonia, Checoslovaquia, Alemania, Rumania, Mongolia, Hungría y Finlandia .
Completó su educación en la Escuela de Música de Taskent que lleva el nombre de Glier (más tarde el Liceo Académico Especial de Música de la República que lleva el nombre de Glier) y posteriormente en el Conservatorio de Taskent (ahora el Conservatorio Estatal de Uzbekistán), donde completó la facultad de dirección (departamento sinfónico).Participó activamente en las actividades de grupos y programas de circo, y se desempeñó como director artístico de varios circos. Además, fue reconocido como autor de nuevos proyectos de construcción de circos. En 1952 se convirtió en redactor jefe del periódico "Uzbekiston Zhigitlari". Formó a muchos artistas de circo, reorganizó el conjunto "Equilibristas de Uzbekistán" y enseñó a sus alumnos el arte de caminar sobre la cuerda floja y los secretos del circo. A lo largo de este tiempo, compartió sus conocimientos con numerosos artistas circenses y actuó como mentor.
Zaripov falleció el 18 de enero de 2023, a la edad de 99 años

## Familia
- Su padre fue Karim Zaripov (1883-1960).[17][18][19]
- Su madre fue Muborak Zaripova (1906-1992).[19][18][17]
- Su esposa fue Nina Dimitriyevna Zaripova (1924-2018).[19][18][17]
- Su hija es Gavhar Zaripova (nacida en 1949).[18][17]
- Su hijo es Anvar Zaripov (nacido en 1956)[17][18]

(necesita ser una línea de tiempo o una tabla)

## Premios
- "Artista Oʻzbekiston SSRda xizmat koʻrsatgan" (1954) (Artista de honor de la República Socialista Soviética de Uzbekistán)[20][21]
- "Oʻzbekiston SSR xalq artista" (1964) (Artista del Pueblo de la República Socialista Soviética de Uzbekistán)[20][21]
- "SSR xalq artista" (1980) (Artista del Pueblo de la URSS)[20][21][22]

## Trabajo de actuación
1955-año —  Nesterka - epizod
1956-año —  Dohunda - epizod
1957-año  —  "Choʻldagi voqea" (Un incidente en el desierto)
1961-año — "Muhabbat haqida qissa" - episodio (Una historia de amor)
1967-año — "Sovet sirki amerikalik Diana Shoor bilan" (circo soviético con la estadounidense Diana Shoor)
1978-año — "Jigits Zaripovlar"
1979-año —  "Havo piyodalari" (Infantería aérea) "Tirik Afsona va Nurota qadamjolari" (Película documental)( Leyenda viviente y pasos de Nurota ).
(necesita ser una línea de tiempo o una tabla)